# Jeff Dee
Jeff Dee est un artiste et concepteur de jeux américain. Il était le plus jeune artiste de l'histoire de la société pionnière de jeux de rôle TSR lorsqu'il a commencé son travail à l'âge de dix-huit ans. Il a également conçu le jeu de super-héros Villains and Vigilantes. Il était co-animateur de podcasts de promotion de l'athéisme via ses séries The Atheist Experience et Non-Prophets. 

## Biographie
À la fin des années 1970, alors que Jeff Dee était encore adolescent, lui et Jack Herman ont créé Villains and Vigilantes, le premier jeu de rôle de super-héros complet. Le jeu a été publié par Fantasy Games Unlimited en 1979. Jeff Dee et Herman ont convaincu Scott Bizar de produire une deuxième édition du jeu, qui a été publiée en 1982. 
Jeff Dee était le plus jeune artiste de l'histoire de TSR lorsqu'il a commencé à travailler pour eux à l'âge de dix-huit ans. En 1997, avec son partenaire Manda, Dee a fondé UNIgames, un éditeur de jeux de rôle, de jeux de société et informatiques. Jeff Dee a créé un nouveau jeu de rôle de super-héros appelé Living Legends en 2005, bien que le projet ait été initialement intitulé Advanced Villains and Vigilantes. En 2009, il a co-fondé Nemesis Games, développeur d'un MMO nommé Gargantua.

## Plaidoyer pour l'athéisme
En plus de son travail artistique et lié au monde du jeu, Jeff Dee est un athée et transhumaniste militant. Il a été l'hôte d'un podcast Internet bihebdomadaire intitulé The Non-Prophets et a animé une émission télévisée en direct, hebdomadaire et accessible au public, nommée The Atheist Experience.